# Re:product mixes ver.0.1
『Re:product mixes ver.0.1』（リプロダクト・ミクシーズ・バージョン・ワン）は、日本の音楽ユニット・fripSideが2008年12月28日に発売したリミックス・アルバム。

## 収録曲
1. hurting heart (ju-ri-mix) [5:27]
作詞：八木沼悟志、山下慎一狼
作曲：八木沼悟志
リミックス：山田重利
2. Red -reduction division- (sat vs tkm RMX ver.2.1) [5:53]
作詞・作曲：八木沼悟志
リミックス：八木沼悟志、岡本拓三
3. magicaride (kai Re:product RMX) [5:53]
作詞：八木沼悟志、山下慎一狼
作曲：八木沼悟志
リミックス：kai
4. vanity destroyer (tkm Re:product RMX) [4:34]
作詞：山下慎一狼、八木沼悟志
作曲：八木沼悟志
リミックス：岡本拓三
5. spiral despair (tkm Re:product RMX) [4:35]
作詞：八木沼悟志、山下慎一狼
作曲：八木沼悟志
リミックス：岡本拓三
6. an evening cdlm (kai Re:product RMX) [4:24]
作詞・作曲：八木沼悟志
リミックス：kai
7. Red -reduction division- (sat vs tkm RMX) [5:48]
作詞・作曲：八木沼悟志
リミックス：八木沼悟志、岡本拓三

## 参加ミュージシャン
fripSide
- nao：Vocal
- 八木沼悟志：Synthesizer